# بير علي (المحويت)

تعديل مصدري - تعديل

بير علي هي إحدى قرى عزلة بني الوليد بمديرية المحويت التابعة لمحافظة المحويت، بلغ تعداد سكانها 91 نسمة حسب تعداد اليمن لعام 2004.